# محامي جوسون
محامي جوسون (بالكورية: 조선변호사)؛ هو مسلسل تلفزيوني تاريخي كوري جنوبي، من بطولة وو دو هوان ، بونا وتشا هاك يون. عرض على قناة إم بي سي في 31 مارس 2023، يبث كل يومي الجمعة والسبت.

## الملخص
تدور أحداث المسلسل حول محامي يساعد الضعفاء، بينما يخطط للانتقام من العدو الذي قتل والديه.

## الطاقم

### رئيسي
- وو دو-هوان في دور كانغ هان-سو[8]

هان سو يصبح محامياً للانتقام من الشخص المسؤول عن وفاة والديه. بينما يكتسب خبرة من العمل كمحام.
- بونا في دور لي يون جو[8]

أميرة تهتم بصدق بالدولة وشعبها. إنها امرأة منحوسة تواجه حبًا بعيد المنال بينما تخفي هويتها.
- تشا هاك ايون في دور يو جي-سون[8]

قاضٍ من هانسونجبو وهو من الجيل الثالث، ينحدر من أرقى عائلة في جوسون.

### دور داعم
- هان سو يون في دور كانغ إيون-سو[9]

الأخت الكبرى لكانغ هان سو.
- تشون هو جين في دور يو جي-سي[10]

والد يو جي سون الذي يتمتع بسلطة مطلقة على البلاط والأسرة المالكة والبلد وحتى على حياة الناس. إنه شخص قوي يحتكر الثروة والسلطة.
- تشوي بيونغ مو في دور ام سانغ-[11]
- نام كيونغ-ايوب في دور تشوي سو-يونغ[12]

المستشار الأيسر ومحكمة عليا.
- لي تاي-جوم في دور لي بانغ[13]
- نام كيونغ-ايوب في دور الشيف بايك[14]

أفضل شيف بي جوسون.
- شين دونغ-مي في دور السيدة هونغ[15]

## المشاهدات
| الموسم | الموسم | رقم الحلقة | رقم الحلقة | رقم الحلقة   | رقم الحلقة | رقم الحلقة | رقم الحلقة | رقم الحلقة | رقم الحلقة | رقم الحلقة | رقم الحلقة | رقم الحلقة | رقم الحلقة | رقم الحلقة | رقم الحلقة  | رقم الحلقة  | رقم الحلقة  | المتوسط     |
| الموسم | الموسم | 1          | 2          | 3            | 4          | 5          | 6          | 7          | 8          | 9          | 10         | 11         | 12         | 13         | 14          | 15          | 16          | المتوسط     |
| ------ | ------ | ---------- | ---------- | ------------ | ---------- | ---------- | ---------- | ---------- | ---------- | ---------- | ---------- | ---------- | ---------- | ---------- | ----------- | ----------- | ----------- | ----------- |
|        | 1      | 520        | 531        | 0.540 تقريبي | غ/م        | غ/م        | غ/م        | 700        | 798        | غ/م        | غ/م        | غ/م        | غ/م        | 456        | ستُعلن لاحقًا | ستُعلن لاحقًا | ستُعلن لاحقًا | ستُعلن لاحقًا |

| الحلقات | تاريخ البث    | تقييمات "نيلسن كوريا" | تقييمات "نيلسن كوريا" |
| الحلقات | تاريخ البث    | على الصعيد الوطني     | سيئول                 |
| ------- | ------------- | --------------------- | --------------------- |
| 1       | 31 مارس 2023  | 2.8%                  | 2.8%                  |
| 2       | 1 أبريل 2023  | 2.9%                  | N/A                   |
| 3       | 7 ابريل 2023  | 2.9%                  | 3.0%                  |
| 4       | 8 ابريل 2023  | 2.7                   | N/A                   |
| 5       | 14 أبريل 2023 | 2.5%                  | N/A                   |
| 6       | 16 أبريل 2023 | 2.2%                  | N/A                   |
| 7       | 21 أبريل 2023 | 3.8%                  | 3.5%                  |
| 8       | 22 أبريل 2023 | 4.4%                  | 4.5%                  |
| 9       | 28 أبريل 2023 | 2.9%                  | N/A                   |
| 10      | 29 أبريل 2023 | 2.8%                  | N/A                   |
| 11      | 5 مايو 2023   | 3.6%                  | 3.6%                  |
| 12      | 6 مايو 2023   | 3.2%                  | 3.3%                  |
| 13      | 12 مايو 2023  | 2.6%                  | N/A                   |
| 14      | 13 مايو 2023  | 2.3%                  | N/A                   |
| 15      | 19 مايو 2023  | 3.0%                  | 2.5%                  |
| 16      | 20 مايو 2023  |                       |                       |
| متوسط   |               |                       |                       |

## الإنتاج
المسلسل من كتابة تشوي جين يونغ التي كتبت مسلسل ملكة لسبعة أيام (2017). في 7 يناير 2023 ، اصدرت ام بي سي أول لقطات للمسلسل. من المقرر عرض المسلسل في مارس كمتابعة لمسلسل موسم كوك دو ليومي الجمعة والسبت.

## روابط خارجية
- الموقع الرسمي
 (بالكورية)
- محامي جوسون على موقع IMDb (الإنجليزية)
- محامي جوسون على موقع قاعدة بيانات الفيلم (الإنجليزية)
- محامي جوسون على هانسينما